# Смедерево
Смедерево је градско насеље и седиште истоимене територијалне јединице у Србији. Административни је центар Подунавског управног округа. Према попису из 2022. било је 59.261 становника, што га чини другим градом по броју становника у јужној и источној Србији. Шире подручје града Смедерева има 97.930 становника. Налази се на обалама Дунава, у североисточном делу Србије.
Смедерево је са изградњом Смедеревске тврђаве 1430. постало престоница Српске деспотовине пошто је Београд, дотадашња престоница, враћен Угарској 1427. године. Смедеревску тврђаву је основао тадашњи српски деспот Ђурађ Бранковић. Смедеревска тврђава је тада представљала највећу равничарску тврђаву у Европи. Смедерево је данас велики индустријски центар.

## Називи
Град је познат по још неким називима на другим језицима: лат. Smederevo, грч. ,  , рум. , мађ. , тур. Semendire.

## Смедеревски амблем
Смедерево користи амблем у две нијансе плаве боје, што одудара од хералдичких принципа. Такође, лента са годином 1430. смештена је преко штита, што је неуобичајено. Елементи амблема су: шест белих дискова распоређених 3+2+1, који представљају грожђе, Смедеревска тврђава на чијој је кули поједностављено приказан велики натпис са куле, тамноплаве и беле греде хоризонтално постављене (представљају Дунав).

## Географски положај
Смедерево се налази на 44° 40’ северна географске ширине и 20° 56’ источне географске дужине. Налази се у Централном делу Србије, на другој по величини европској реци Дунаву. Од престонице Београда удаљен је свега 46 km.

## Клима
Смедерево има више степско континенталну него умерено континенталну климу. Средња годишња температура у граду је 11,4 °C. Средња јануарска температура је тек нешто испод нуле (-0,6 °C), док јулска достиже просечних 21,9 °C. Током пролећних месеци (март, април и мај) просечна температура износи око 14 °C. Током јесени (септембар, октобар и новембар) просечна температура је 9,6 степени.
У Смедереву падне око 650 mm воденог талога годишње. Највише је падавина у мају (72 mm) и јуну (86 mm) а најмање у фебруару (38 mm).

## Историја
Први помен Смедерева наилазимо године 1019. у повељи византијског цара Василија II када је овде успостављена једна од епископија новостворене Охридске архиепископије. Следећи писани помен о Смедереву налази се и у повељи кнеза Лазара из 1381. године, у којој се спомиње манастир Раваница и села и имања која поклања „у Смедереву људини Богосаву с опћином и с баштином“. Насеље добија на значају тек у 14. веку са повлачењем српске државе на север пред турским налетима. 1427, након смрти свог претходника Стефана, деспот Ђурађ Бранковић је по претходно утврђеном договору морао да угарском краљу врати Београд. Као град са традицијом престонице Смедерево се издвојило одмах по изградњи Смедеревске тврђаве 1430. године. Све до 1459. године град је био седиште Деспотовине на челу са деспотом Ђурђем Бранковићем. Након тога град потпада под власт Турака. Иако је разорен у сукобу 1459, Турци увиђају његов изузетно повољан положај на Дунаву и дограђују утврђење сада за своје потребе. Током дугог периода био је седиште Смедеревског санџака, све до доласка Аустријанаца 1718. 1739. град је опет под Турцима. Међутим развој града за време Аустроугара настављен је отварањем прве основне школе 1806. године, за време Првог српског устанка. У то време у граду је основан Правитељствујушчи совјет, на челу са Доситејем Обрадовићем и Смедерево је поново постало престоница.
Под немачком окупацијом, 5. јуна 1941 Смедерево је доживело катастрофалну експлозију. Експлозију је изазвала муниција коју су окупатори превозили жељезницом и складиштили у тврђави. Том приликом погинуло је преко 3.000 људи, а цео град је био порушен и делом затрпан земљом.
Са почетка 20. века град је бројао 7.000 становника, а данас према последњем попису из 2003. године има 62.900 становника у граду и 116.000 у селима убраја се у десет највећих градова у земљи. На ширем подручју града, рачунајући и седам приградских насеља, Смедерево броји 77.808 становника (по попису из 2002. године. Карађорђев дуд је споменик природе - ботаничког карактера али и знаменито место из историје Смедерева. Под овим стаблом је 8. новембра 1805. године вожд Карађорђе, вођа Првог српског устанка, у присуству српских старешина и устаника примио кључеве Смедеревске тврђаве од турског заповедника града, диздара Мухарема Гуше. Предаја кључева је извршена на свечан начин, јер су Турци оставили Србима много топова и муниције, а Карађорђе им је дозволио да изађу из Смедерева са војним частима и ситним оружјем и да лађама оду низ Дунав у Видин, у Бугарску.

## Значење топонима
Постоје многа мишљења о значењу топонима Смедерево.
1. Италијански историчар Антонио Бонфини (1427.–1503) у своме делу Rerum Hungaricarum decades IV cum dimidia наводи да име Смедерева потиче од Светог Андреје (Иначе, мађарски назив за Смедерево који се до данас задржао у овом језику је Szendrő).
2. У делу Охридска архиепископија у почетку 11. веку Стојан Новаковић је написао: Познато је поодавно да је Смедерево покварено EIS MONTE AUREO, јер је град подигнут на месту некадашњег римског града Mons Aureus, што у преводу значи „Златно брдо“. Ова римска насеобина забележена је на Појтингеровој карти која потиче из 4. века.
3. Постоји мишљење да је топоним Смедерево сложеница две речи: смет и древо због изразито густих храстових шума на овом подручју.
4. Топоним Смедерево по неким изворима вуче порекло од средњовековног мушког имена Смендер
5. Многи аутори сматрају да је порекло овог топонима иранско-хазарског порекла. У преводу са иранског Семендер значи крајња врата. Управо тако се звао и хазарски град који се налазио на југозападној обали Каспијског језера. Крајем 10. века Хазарско царство нестаје и многи становници Семендера, бежећи пред најездом освајача, упутили су се у наше крајеве, називајући своја нова насеља именима својих ранијих пребивалишта.

## Култура
У граду се налази Карађорђев дуд, Музеј у Смедереву, Центар за културу Смедерево, Радио Смедерево... Смедерево има више споменика културе међу којима су Смедеревска тврђава, црква Светог Георгија у Смедереву, зграда Окружног суда у Смедереву, зграда Општинског дома у Смедереву, црква Успења Пресвете Богородице на Старом смедеревском гробљу и други.
У центру града је Народна библиотека Смедерево.

## Административна организација
Након Другог светског рата, Смедерево је добило значајну улогу као административни центар. Пре тога Смедерево је са својом облашћу припадало Дунавској бановини (седиште Нови Сад). Током Другог светског рата Смедерево је било седиште дела Дунавске бановине који је био окупиран искључиво од стране Немачке војске (Шумадија, Браничево и Банат, који је касније установљен као посебна аутономна регија под влашћу банатских Немаца). Од 1945. године новостворена држава ФНРЈ (Федеративна Народна Република Југославија) а потом и СФРЈ (Социјалистичка Федеративна Република Југославија) подељена је на области (крајеве) чији су саставни делови биле општине.
Смедерево је после 1945. године постало седиште Смедеревске области, која је обухватала град Смедерево (насеље Смедерево и њему гравитирајућа припадајућа насеља — данашња приградска насеља) и још 7 општина.

## Политика

### Скупштина града Смедерева
Резултати локалних избора у Смедереву 2023. године, у односу на претходне.
| Изборне листе | Изборне листе                       | % 2023 | Мандати 2023 | % 2020  | Мандати 2020 | % 2016  | Мандати 2016 | % 2012  | Мандати 2012 | % 2008 | Мандати 2008 | % 2004 | Мандати 2004 |
| ------------- | ----------------------------------- | ------ | ------------ | ------- | ------------ | ------- | ------------ | ------- | ------------ | ------ | ------------ | ------ | ------------ |
| СНС           | Српска напредна странка             | 46,64  | 34           | 56,67   | 46           | 49,07   | 44           | 11,90   | 9            | —      | —            | —      | —            |
| ДС*           | Демократска странка                 | 11,78  | 8            | бојкот  | бојкот       | 9,09    | 8            | 15,80   | 12           | 17,82  | 14           | 20,32  | 16           |
| УДС           | Уједињена демократска Србија        | 10,35  | 7            | 6,13    | 4            | —       | —            | —       | —            | —      | —            | —      | —            |
| СПС           | Социјалистичка партија Србије       | 8,26   | 6            | 14,92   | 12           | 10,10   | 9            | 12,98   | 10           | 8,95   | 7            | 12,16  | 10           |
| НДСС**        | Нова демократска странка Србије     | 4,65   | 3            | 5,38    | 4            | 5,37    | 4            | 5,39    | 4            | 13,41  | 10           | 15,11  | 12           |
| Двери         | Српски покрет Двери                 | 3,16   | 2            | –       | —            | —       | —            | —       | —            | —      | —            | —      | —            |
| ГГ            | Групе грађана — укупно              | 15,16  | 10           | —       | —            | 8,02    | 5            | 33,83   | 26           | 16,67  | 12           | 13,60  | 9            |
| СНП           | Српска народна партија              | —      | —            | 6,02    | 4            | 2,6     | 0            | —       | —            | —      | —            | —      | —            |
| НС            | Нова Србија                         | —      | —            | 2,33    | 0            | —       | —            | —       | —            | —      | —            | 2,72   | 0            |
| СРС           | Српска радикална странка            | –      | —            | 2,09    | 0            | 5,00    | 0            | 2,51    | 0            | 20,50  | 16           | 15,08  | 12           |
| ЈРС           | Јединствена руска странка           | —      | —            | 1,90    | 0            | 2,12    | 0            | —       | —            | —      | —            | —      | —            |
| ЈС            | Јединствена Србија                  | —      | —            | —       | —            | 3,78    | 0            | —       | —            | 1,32   | 0            | —      | —            |
| СДС           | Социјалдемократска странка          | —      | —            | —       | —            | 2,64    | 0            | —       | —            | —      | —            | —      | —            |
| ПСС — БК      | Покрет снага Србије — Богољуб Краић | —      | —            | —       | —            | —       | —            | —       | —            | —      | —            | 10,82  | 8            |
| УРС           | Уједињени региони Србије            | —      | —            | —       | —            | —       | —            | 6,51    | 5            | 1,98   | 0            | 2,77   | 0            |
| СПО           | Српски покрет обнове                | —      | —            | —       | —            | —       | —            | 5,56    | 4            | 14,97  | 11           | 3,87   | 3            |
| СДПС          | Социјалдемократска партија Србије   | —      | —            | —       | —            | —       | —            | 2,55    | 0            | —      | —            | —      | —            |
| ЛДП           | Либерално-демократска партија       | —      | —            | —       | —            | —       | —            | —       | —            | 3,44   | 0            | —      | —            |
| Остали        | Остали                              | —      | —            | —       | —            | 2,20    | 0            | 3,96    | 0            | 0,94   | 0            | 3,54   | 0            |
| Укупно        | Укупно                              | 100,00 | 70           | 100,00  | 70           | 100,00  | 70           | 100,00  | 70           | 100,00 | 70           | 100,00 | 70           |
| Излазност     | Излазност                           | 55,18  | 55,18        | 45,15 % | 45,15 %      | 50,53 % | 50,53 %      | 51,15 % | 51,15 %      | 55,97  | 55,97        | 31,41  | 31,41        |

- * Демократска странка је на локалним изборима 2023. године наступила на изборној листи Србија против насиља.
- ** Нова демократска странка Србије (до 2022 Демократска странка Србије) је на локалним изборима 2023. године предводила изборну листу НАДА.

### Градска власт
Нако локалних избора у Смедереву 2023. године и дугих преговора у опозицији, власт је поново формирала Српска напредна странка са својих 34 мандата, уз помоћ традиционалног коалиционог партнера Социјалистичке партије Србије и њихових 6 мандата. Овога пута у градској власти учествоваће и група грађана „Бог–породица–Смедерево–доктор Горан Куљанин” са три мандата.
За градоначелницу Смедерева је изабрана Јасмина Војиновић (СНС).

### Административна структура
- Смедерево:
  - градске месне заједнице:[2]
    - МЗ Доњи град
    - МЗ Славија
    - МЗ Златно брдо[3]
    - МЗ Ладна вода
    - МЗ Свети Сава
    - МЗ Плавинац
    - МЗ Карађорђев дуд
    - МЗ Папазовац
    - МЗ Царина
    - МЗ Лештар
    - МЗ 25. мај[4]
- приградска насеља:
  - Враново
  - Вучак
  - Липе
  - Петријево
  - Радинац
  - Сеоне
  - Удовице
  - Шалинац
  - Раља
  - Михајловац
  - Мала Крсна
  - Скобаљ
  - Осипаоница
  - Лугавчина
  - Колари
  - Ландол

## Демографија
|             | \| Демографија[5] \| Демографија[5] \| Демографија[5] \| \| Година \| Становника \| Становника \| \| -------------- \| -------------- \| -------------- \| \| 1948. \| 14.206 \| \| \| 1953. \| 18.328 \| \| \| 1961. \| 27.182 \| \| \| 1971. \| 40.192 \| \| \| 1981. \| 55.369 \| \| \| 1991. \| 63.884 \| 62.227 \| \| 2002. \| 62.805 \| 65.443 \| \| 2011. \| 64.175 \| \| \| 2022. \| 59.261 \| \| |            |
| Демографија | |            |
| Година      | Становника | Становника |
| 1948.       | 14.206 |            |
| 1953.       | 18.328 |            |
| 1961.       | 27.182 |            |
| 1971.       | 40.192 |            |
| 1981.       | 55.369 |            |
| 1991.       | 63.884 | 62.227     |
| 2002.       | 62.805 | 65.443     |
| 2011.       | 64.175 |            |
| 2022.       | 59.261 |            |

Број становника у Смедереву и приградским насељима у периоду од 1948. до 2011. године.
| Година          | 1948.  | 1953.  | 1961.  | 1971.  | 1981.  | 1991.  | 2002.  | 2006.   | 2011.  |
| Број становника | 24.761 | 29.663 | 39.793 | 54.257 | 69.814 | 76.984 | 77.808 | 83.7681 | 77.808 |

Број становника у граду Смедерево у периоду од 1948. до 2011. године.
| Година          | 1948.  | 1953.  | 1961.  | 1971.  | 1981.   | 1991.   | 2002.   | 2006.    | 2011.   |
| Број становника | 59.545 | 66.132 | 77.682 | 90.650 | 107.366 | 110.768 | 109.809 | 117.1341 | 108.209 |

1 Заједно са избеглим становништвом са Косова и Метохије
Извор: Републички завод за статистику Србије, попис 2011, књига пописа 9 (Упоредни преглед броја становника од 1948. до 2011. године — подаци по насељима и општинама)

## Важне године и датуми
- 1430 — Изграђен Мали град Смедеревске тврђаве
- 1456 — На Бадњи дан 24. децембра умро је деспот Ђурађ Бранковић
- 1459 — Смедерево потпада под власт Турака
- 1805 — У Првом српском устанку Смедерево ослобођено од Турака под вођством Карађорђа Петровића. Исте године основан и Правитељствујушчи совјет
- 1806 — Отворена прва градска основна школа у Србији са учитељем Јованом Ранчићем
- 1854 — Изграђена црква Светог Георгија
- 1866 — Основана болница
- 1867 — 12. априла Турци заувек напуштају Смедерево и предају кључеве града Љубомиру Узун Мирковићу
- 1871 — Почела са радом Гимназија
- 1875 — Покренут је први дневни лист Народна воља
- 1886 — Из Смедерева кренуо први воз на релацији Смедерево–Велика Плана
- 1899 — Основано позориште
- 1913 — Са радом отпочело Српско акционарско рударско топионичарско индустријско друштво (САРТИД), претеча садашње Железаре у Смедереву
- 1914 — Пад Смедерева у руке Аустроугара у Првом светском рату. Град је жестоко бомбардован топовима званим дебела Берта, који су град јако оштетили.
- 1915 - Немци дејствују по граду калибрима до 420 мм.[7]
- 1918 — 17. октобра Смедерево је ослобођено
- 1941 — 5. јуна у 14 сати и 14 минута Смедерево је доживело катастрофалну експлозију какву никад до тад није доживело. Експлозију је изазвала муниција коју су у тврђави складиштили окупатори. Том приликом погинуло је преко 3.000 људи, а цео град је био порушен и делом затрпан земљом[8] (види: Експлозија у Смедеревској тврђави 1941.)
- 1944 — У Другом светском рату, 16. октобра Смедерево је ослобођено
- Дан општине Смедерево — 5. октобар
- Комеморација жртвама експлозије 1941. — 5. јун

## Образовање
Основне школе у Смедереву:
- О. Ш. „Бранислав Нушић“
- О. Ш. „Бранко Радичевић“
- О. Ш. „Димитрије Давидовић“
- О. Ш. „Доситеј Обрадовић“
- О. Ш. „Јован Јовановић Змај“
- О. Ш. „Др Јован Цвијић“
- О. Ш. „Свети Сава“

Средње школе у Смедереву:
- Гимназија
- Економско-трговинска школа
- Железничка индустријска школа
- Музичка школа „Коста Манојловић“
- Текстилно-технолошка и пољопривредна школа „Деспот Ђурађ“
- Техничка школа

## Познате личности
| - Ђурађ Бранковић - Драган Пантић Смедеревац, певач - Нела Бијанић, певачица - Ирина Кантакузин - Лазар Бранковић - Стефан Бранковић - Вук Гргуревић - Јанош Хуњади - Станко Арамбашић - Карађорђе Петровић - Доситеј Обрадовић - Димитрије Давидовић, новинар - Илија Милосављевић Коларац, задужбинар - Антоније Протић - Бранислав Нушић, књижевник - Димитрије Љотић, политичар - Живорад Лазић - Радивоје Лола Ђукић, редитељ - Слободан Бода Нинковић, глумац - Злата Петковић, глумица - Јовица Тишма, књижевник и новинар - Александра Јанковић, певачица - Дејан Тончић, глумац - Божа Николић, глумац - Јелена Мрђа, глумица - Марица Вранеш, глумица - Зорица Брунцлик, певачица - Јовица Петковић, хармоникаш и шеф оркестра РТВ Сарајево - Снежана Јанковић, амбасадор - Ристо Василевски, књижевник и академик - Тања Савић, певачица - Зоран Јанковић, градоначелник Љубљане - Матеја Кежман, фудбалер - Пал Кинижи - Зоран Ђуровић, теолог - Милосав Славко Пешић, књижевник - Младен Атанасијевић, филолог - Љубиша Симић, боксер - Давид Бижић, оперски певач - Александар Митровић, фудбалер - Марко Живковић, фудбалер - Коста Недељковић, фудбалер - Саша Еди Ђорђевић, књижевник и рок музичар, запослен у Министарству унутрашњих послова - Љиљана Шарац, писац |

Учесници Олимпијских игара из Смедерева
- Милорад Арсенијевић (1906—1987) — фудбал, Краљевина Југославија, ЛОИ Амстердам 1928.
- Светомир Белић (1942) — бокс, СФРЈ, ЛОИ Минхен 1972.
- Емилија Ерчић - Ема (1962) - рукомет, СФРЈ, ЛОИ Лос Анђелес 1984, златна медаља
- Љубиша Симић (1963) — бокс, СФРЈ, ЛОИ Лос Анђелес 1984. и ЛОИ Сеул 1988.
- Бобан Ранковић (1979) - веслање, Југославија, ЛОИ Сиднеј, Аустралија 2000.
- Горан Недељковић (1982) — веслање, Србија и Црна Гора, ЛОИ Атина, Грчка 2004.

## Партнерски градови
Смедерево је побратимљено са следећим градовима:
- Пале,  БиХ — град побратим
- Волос,  Грчка — град побратим
- Тангшан,  Кина – град побратим (јун 2018)[9][10]
- Херцег Нови,  Црна Гора — град побратим

Остале форме сарадње и градског пријатељства сличне братимљењу:
- Марибор,  Словенија — Споразум о пријатељству и сарадњи (16. децембар 2016)

## Галерија
- Смедерево после турског освајања
- Црква Светог Георгија у Смедереву
- Црква Успења Пресвете Богородице на Старом смедеревском гробљу
- Трг републике у Смедереву
- Зграда Општинског дома у Смедереву
- Зграда Гимназије у Смедереву
- Галерија савремене уметности у Смедереву
- Центар за културу Смедерево
- Народна библиотека Смедерево
- Трг Карађорђев дуд
(Карађорђев дуд)
- Вински град
- Споменик палим борцима у Првом светском рату